# Palacio del Quirinal

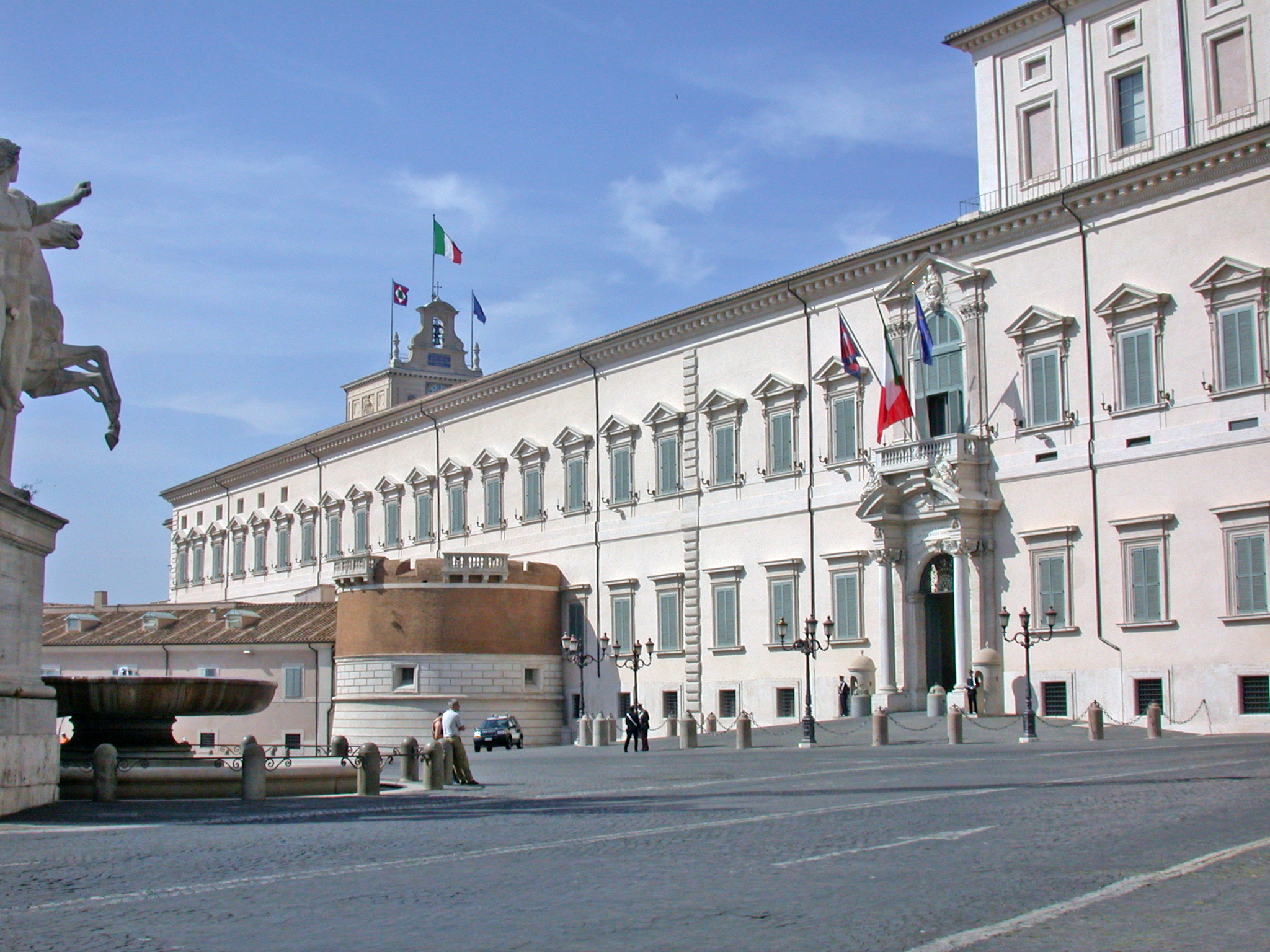
El palacio del Quirinal, fachada que da a la plaza. Enfrente, el grupo escultórico antiguo de Cástor y Pollux con los caballos.

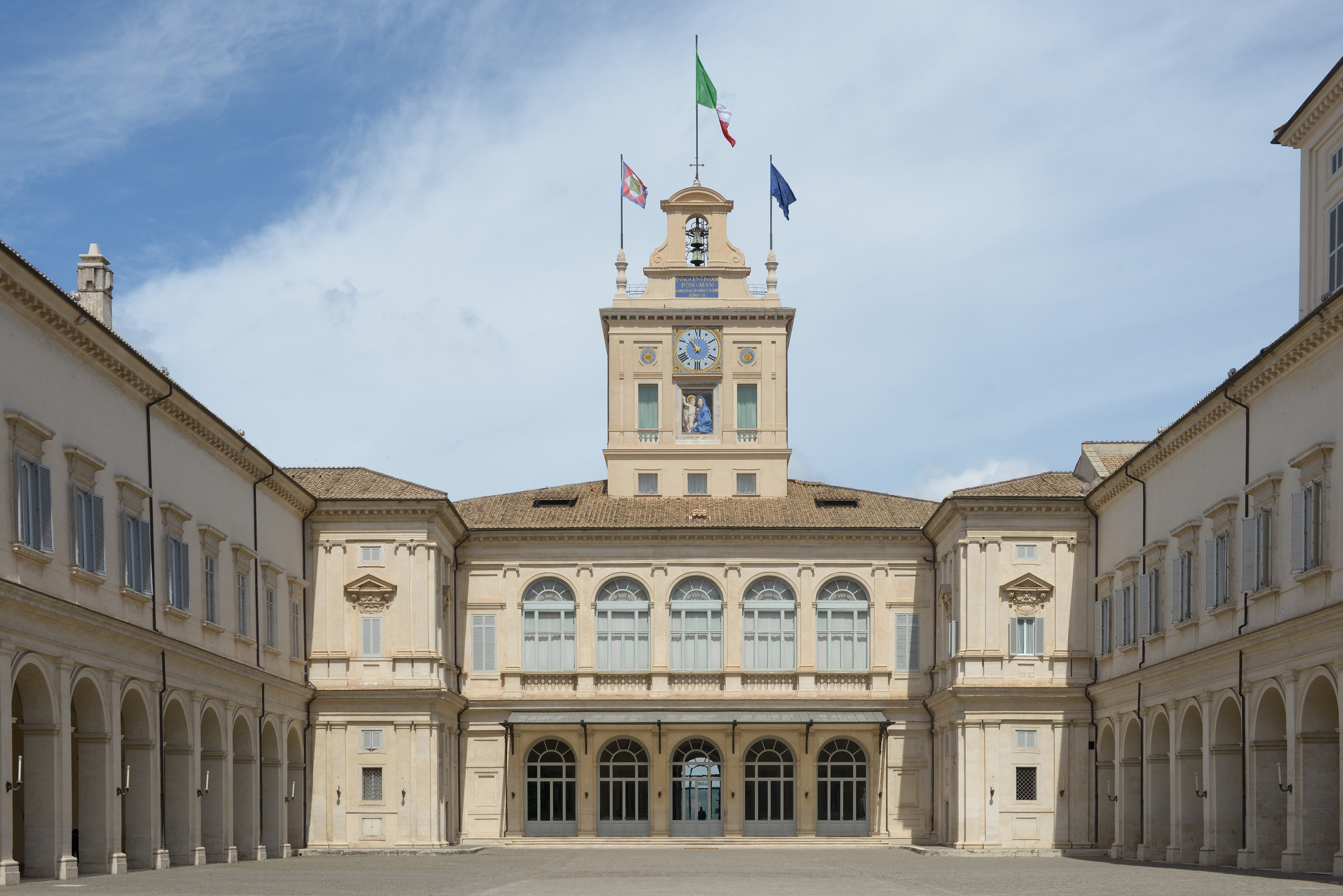
El palacio del Quirinal, detalle del campanario.

El Palacio del Quirinal (en italiano Palazzo del Quirinale) es una residencia histórica que se encuentra en lo alto de la colina homónima en Roma, Italia. Es una de las tres residencias oficiales del presidente de la República Italiana y es uno de los símbolos del Estado italiano, con Tenuta di Castelporziano y Villa Rosebery en Nápoles. El Palacio del Quirinal es una sede de poder político desde 1583.
El Palacio del Quirinal tiene más de 1200 habitaciones y una superficie edificada de 60.000 m², o 110.500 m² considerando las cuatro hectáreas de jardines. Es el sexto palacio más grande del mundo en superficie. A modo de comparación, su inmediato predecesor en esa lista de los mayores palacios, el Palacio Real de Madrid, con 135.000 m² es apenas un 20% mayor, considerando los jardines.[cita requerida]
En el palacio se pueden encontrar diversas colecciones artísticas de tapices, pinturas, esculturas, carrozas, relojes, muebles y porcelanas.

## Historia del edificio

### La villa del papa (1583-1609)
En 1583 el papa Gregorio XIII comenzó la construcción de una residencia de recreo en el monte Quirinal, un área considerada más sana que la Colina Vaticana y el Palacio de Letrán. El edificio, obra al arquitecto Ottaviano Mascarino, fue construido sobre un terreno perteneciente entonces a la familia Carafa alquilado a Luigi d'Este, al cual parece que el papa querría dejar el palacete. Los trabajos terminaron en 1585, y ese mismo año la muerte del papa impidió a Mascarino realizar un segundo proyecto que preveía la ampliación del palacete para transformarlo en un gran palacio con alas porticadas paralelas y un gran patio en su interior.
El edificio construido por Mascarino, la llamada Palazzina Gregoriana, se encuentra actualmente englobado en sucesivas ampliaciones del palacio, pero aún se puede reconocer en la fachada norte del patio de Honor, caracterizada por la doble logia y la torre panorámica hoy conocida como Torre de los vientos o Torrino, luego elevada con la construcción del campanario bajo un supuesto proyecto de Carlo Maderno y Francesco Borromini.
En 1587, el papa Sixto V hizo adquirir el terreno a la Cámara Apostólica y después encargó la ampliación del palacio a Domenico Fontana, que había llevado a cabo las grandes obras arquitectónicas y urbanísticas de su pontificado. Fontana se empeñó en un rediseño completo de la zona, con la construcción del eje de las calles Pia y Felice y el consiguiente cruce de las Quattro Fontane ("Las cuatro fuentes") y con la definición de la otra residencia "privada" del Pontífice en Termini.

### La sede papal (1609-1870)
El papa Paulo V encargó la finalización de las obras sobre la zona principal del palacio y los trabajos de ampliación a Flaminio Ponzio, quien realizó el ala este hacia el jardín con la sala de los Consistorios, hoy Salón de Fiestas y que obligaría a rematar el ala con una sobrelevación; y la Capilla de la Anunciación, decorada entre 1609 y 1612 por Guido Reni con la colaboración de Giovanni Lanfranco, Francesco Albani, Antonio Carracci y Tommaso Campana. 
Con la muerte de Ponzio en 1613, los trabajos de ampliación prosiguieron bajo la dirección de Carlo Maderno, autor del ala oeste que da a la calle del Quirinal, donde realizó la Capilla Paolina y la Sala Real, actualmente llamada de los Coraceros. La altura de la Capilla y del Salón de los Coraceros obligó a construir una segunda sobrelevación, claramente visible desde la plaza. El Salón de los Coraceros fue decorado con pinturas al fresco, obra de Agostino Tassi, autor del proyecto y responsable de los trabajos en la pared sur, mientras las otras tres paredes fueron encargadas a Carlo Saraceni y Giovanni Lanfranco; de un modo menos notorio también contribuyeron a estos trabajos Lo Spadarino, Fra Paolo Novelli y según Roberto Longhi (historiador del arte): Marcantonio Bassetti, Pasquale Ottino y Alessandro Tucchi, llamado El Orbetto. 
El papa Urbano VIII adquirió muchos terrenos que ampliaron la propiedad hacia el este beneficiando, sobre todo, al jardín, que casi duplicó su superficie. El mismo Papa procedió después a elevar un muro que rodeó el nuevo perímetro de todo el complejo del Quirinal. Algunas partes supervivientes de este muro son todavía visibles en la calle de los jardines. 
Bajo el papado de Alejandro VII, Gian Lorenzo Bernini proyectó la construcción de la Manica Lunga (Manga larga) paralela a la Via del Quirinale, realizando el primer diseño entre 1657 y 1659; el edificio fue continuado entre 1722 y 1724 por Alessandro Speechi bajo el papado de Inocencio XIII y lo terminó Ferdinando Fuga entre 1730 y 1732 en el papado de Clemente XII. Al concluir la Manica Lunga, Ferdinando Fuga modificó el palacete del Conde de Cantalmaggio, en la esquina de la Via dei Giardini, transformándolo en el Palacete del Secretario del Sello, hoy conocido como Palazzina del Fuga.
La Escalinata de honor está presidida por un fresco de Melozzo da Forli, un "Cristo en su Gloria", que formaba parte en origen de la decoración de los ábsides de la iglesia de los Santos Apóstoles, que estaba en Roma, totalmente reestructurada en el siglo XVII por Carlo Fontana, la misma iglesia de la que provienen los famosos Ángeles músicos de Melozzo da Forlì, actualmente en los Museos Vaticanos. El fresco está situado sobre el primer rellano, en el muro que está enfrente del patio de honor, de tal manera que es perfectamente visible para cualquiera que entre o salga del Palacio: el efecto buscado era hacer recordar una última vez al huésped o visitante, mientras se iba, que había recibido la bendición papal y, por tanto, disfrutaba de buenos augurios. Una lápida latina en la parte baja del muro, recuerda el dominio de Melozzo sobre la perspectiva. Todo ello está rodeado por los símbolos heráldicos del papa Clemente XI.
Los jardines del Quirinal, famosos por su posición privilegiada que casi los convierten en una "isla" elevada sobre Roma, fueron modificados a lo largo de los siglos según los gustos y las necesidades de las sucesivas cortes papales. La actual distribución integra una parte del jardín original del siglo XVI, que está en torno al palacio, con el jardín "romántico" de la segunda mitad del siglo XVII, conservando de aquella época la espléndida Casa de Café edificada por Ferdinando Fuga como recibidor de Benedicto XIV, decorada con espléndidas pinturas de Girolamo Pompeo Batoni y Giovanni Pannini. 
El Palacio del Quirinal fue la residencia del papa hasta 1870, cuando Roma es conquistada por el Reino de Italia; desde entonces pasó a ser la residencia oficial del rey. El último papa que habitó en el Quirinal fue Pío IX. 

### Víctor Manuel II y la nueva residencia real (1870-1878)

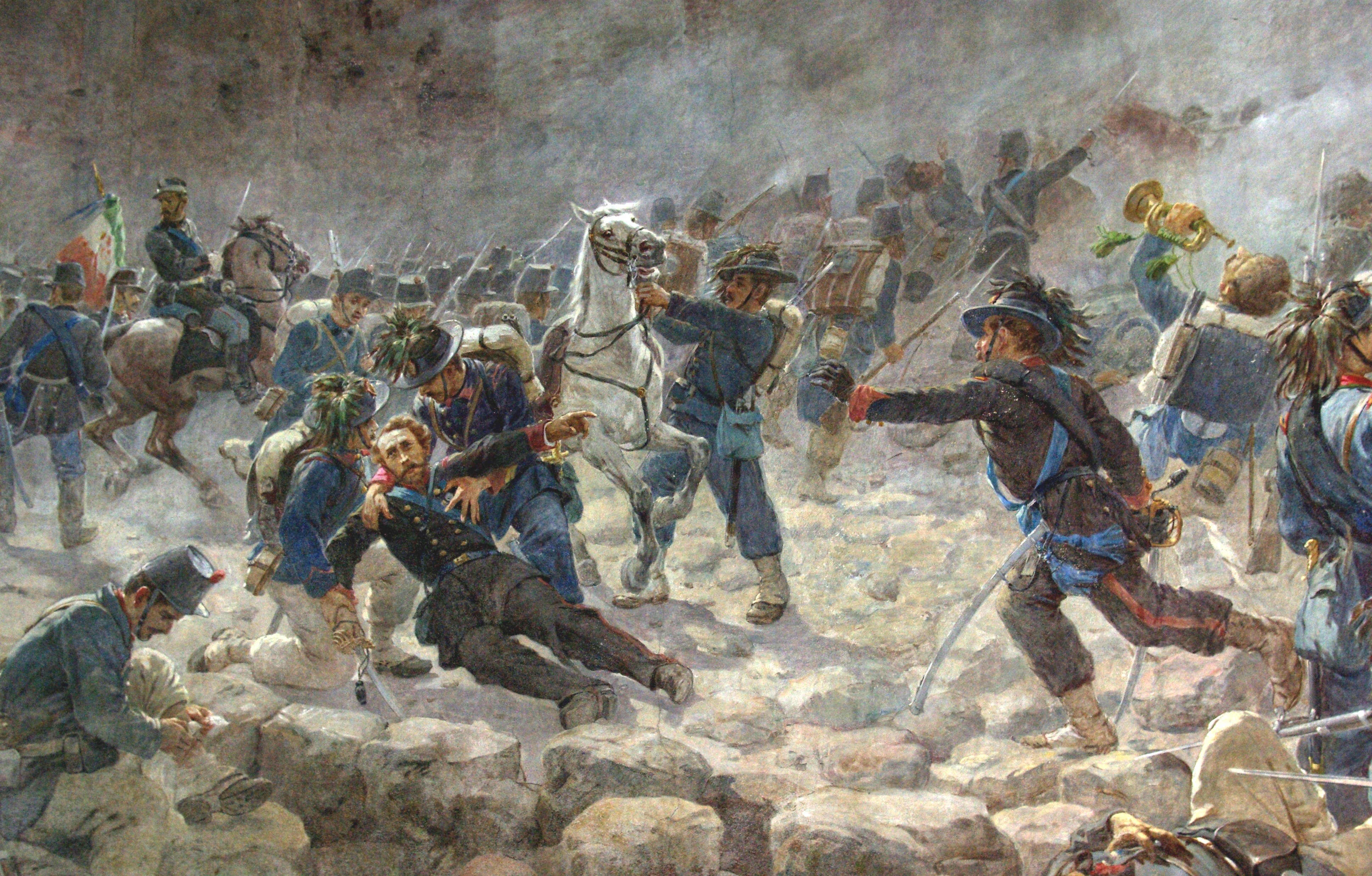
La toma de la Porta Pia en septiembre de 1870.

La brecha de la Porta Pia, el 20 de septiembre de 1870, significó el fin del Quirinal como residencia papal y el principio de su uso como palacio de los reyes de Italia y sede de su corte. Del mismo modo que ya se había hecho con el Palazzo Pitti (sede del gran duque de la Toscana) en 1859 o el Palacio Real de Nápoles (residencia del rey de Dos Sicilias) en 1860, se decidió que el Quirinal pasaría a integrar los bienes de la Corona, dada la disolución de los Estados Pontificios y su incorporación a Italia.
El 26 de octubre de 1870, el Consejo de Ministros designó oficialmente el palacio como nueva residencia real, y el papa Pio IX respondió con la excomunión. Ante el rechazo del Vaticano a negociar, el 5 de noviembre se decidió la toma de posesión del palacio y el día 7 el general Lamarmora (lugarteniente del rey en Roma) solicitó las llaves al Vaticano. Tras la predecible negativa, la tarde del día 8 se procedió a abrir las puertas con la ayuda de un cerrajero, y se pudo proceder entonces a realizar un detallado inventario de todos los bienes contenidos en el interior. La mayoría de ellos fueron luego restituidos a Mariano Spagna, Maestre del Sacro Palacio Apostólico (cargo de la corte papal).
El arquitecto Ernesto Piazza, encargado de la Oficina Técnica de la Real Casa, fue el responsable de hacer la primera evaluación de como adaptar el Quirinal a su nueva función. Tras un análisis del palacio Pitti en Florencia (sede de la corte desde 1865), se estimó que se necesitarían, al menos, 267 estancias para albergar a unas 75 personas. Previamente, no obstante, debían desalojarse los miembros de la corte y casa del papa, que aún residían en el complejo. Los trabajos a realizar quedaron resumidos de la siguiente manera:
- un apartamento de recepción con un gran salón de baile.
- un nuevo Cuarto del Rey, con espacios anexos para su Secretaría Particular en la Manica Lunga y la Palazzina del Fuga.
- las oficinas del Maestro de Ceremonias, el Gran Cazador y el Primer Ayudante de Campo del Rey.
- los "oficios de Boca", es decir, la cocina y rotisería, la pastelería, la frutería, el almacén de ropa de hogar, la leñera...
- la adecuación de la llamada Palazzina Gregoriana (el núcleo original del palacio del siglo XVI) para otros miembros de la familia real.
- la adecuación del vecino Palazzo della Consulta como Ministerio de la Real Casa, además de alojamientos para los altos cargos palatinos.
- las nuevas caballerizas, junto con las cocheras, la herrería, la enfermería, la sala de las guarniciones, los almacenes para el forraje y los alojamientos para el Gran Caballerizo, así como otros cargos y empleados.
- un cuartel y unas caballerizas para 100 guardias.

En total se estimó un coste de 7 millones de liras para adecuar el Quirinal al rey y a su séquito de 110 personas, en comparación solo se habían destinado 2 millones de liras al traslado del gobierno y los ministerios.

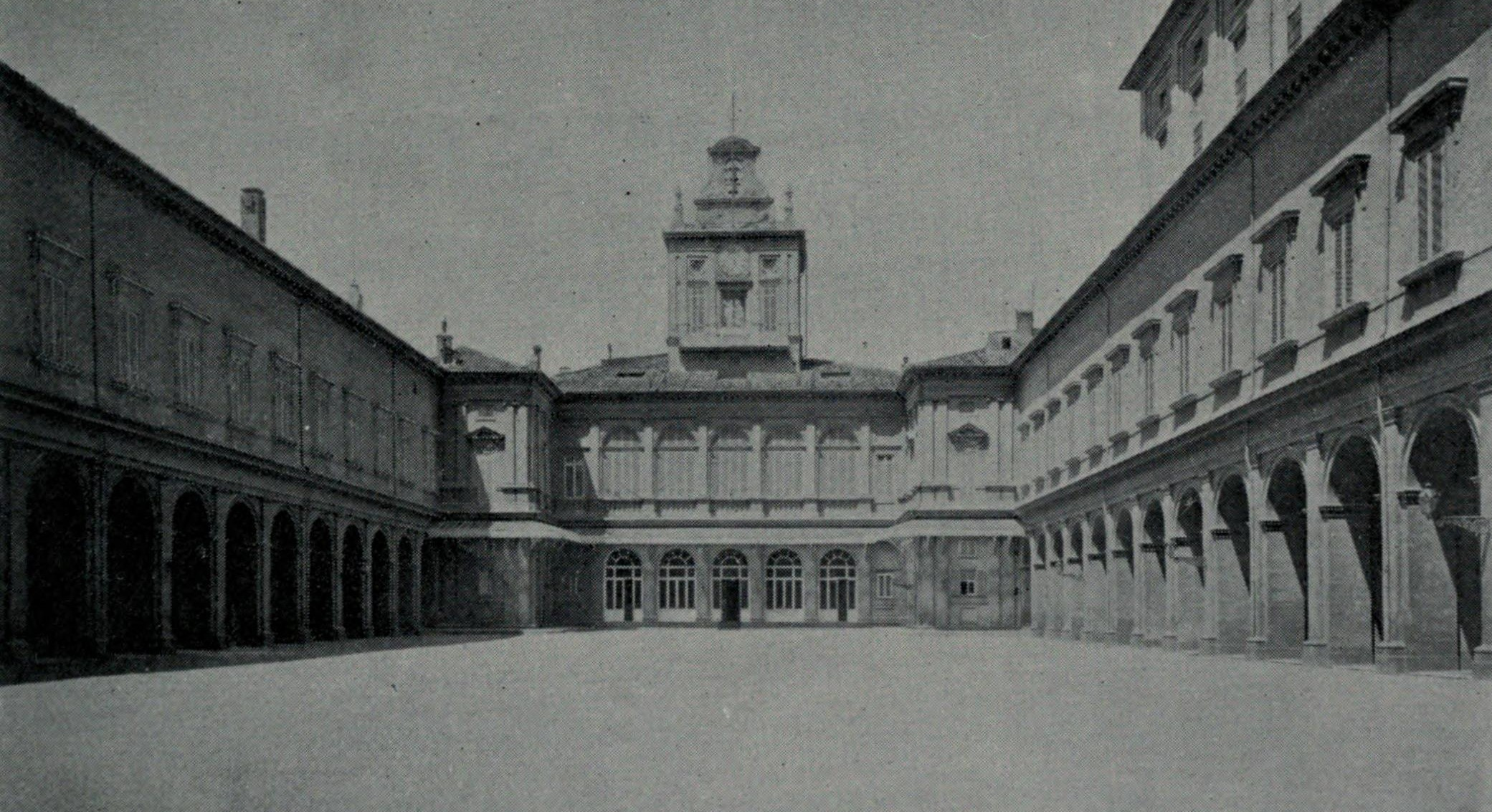
La Palazzina Gregoriana el fondo del patio de honor con la marquesina de 1871.

En 1871 tuvieron lugar las primeras, y apresuradas, intervenciones: la creación de nuevas cocinas y almacenes en los sótanos, retoques decorativos y pinturas celebratorias en algunas salas y la creación de una nueva marquesina de cristal y hierro en el patio de honor, obra de Finet Charles, arquitecto belga con sucursal en Nápoles.
El 2 de julio de 1871 en monarca y su corte se instalaron oficialmente en el Quirinal. Los príncipes del Piamonte, Humberto y Margherita, por su parte, lo hicieron en el Palazzo della Consulta, hasta que en 1874 pasaron a ocupar los antiguos aposentos papales en el primer piso de la Palazzina Gregoriana del patio de honor.
Inmediatamente, en el extremo noreste del complejo, el arquitecto-director Antonio Cipolla empezó a adecuar la Palazzina del Fuga como aposento privado de Víctor Manuel II, un lugar apartado donde el monarca pudiera habitar privadamente como había hecho en la Palazzina della Meridiana en Pitti. Cipolla creó una nueva escalera de mármol semicircular y los techos fueron decorados con frescos neobarrocos. No obstante, una vez terminadas las obras a finales de 1873, el monarca prefirió seguir habitando en la planta baja del patio de honor, con acceso directo al jardín.

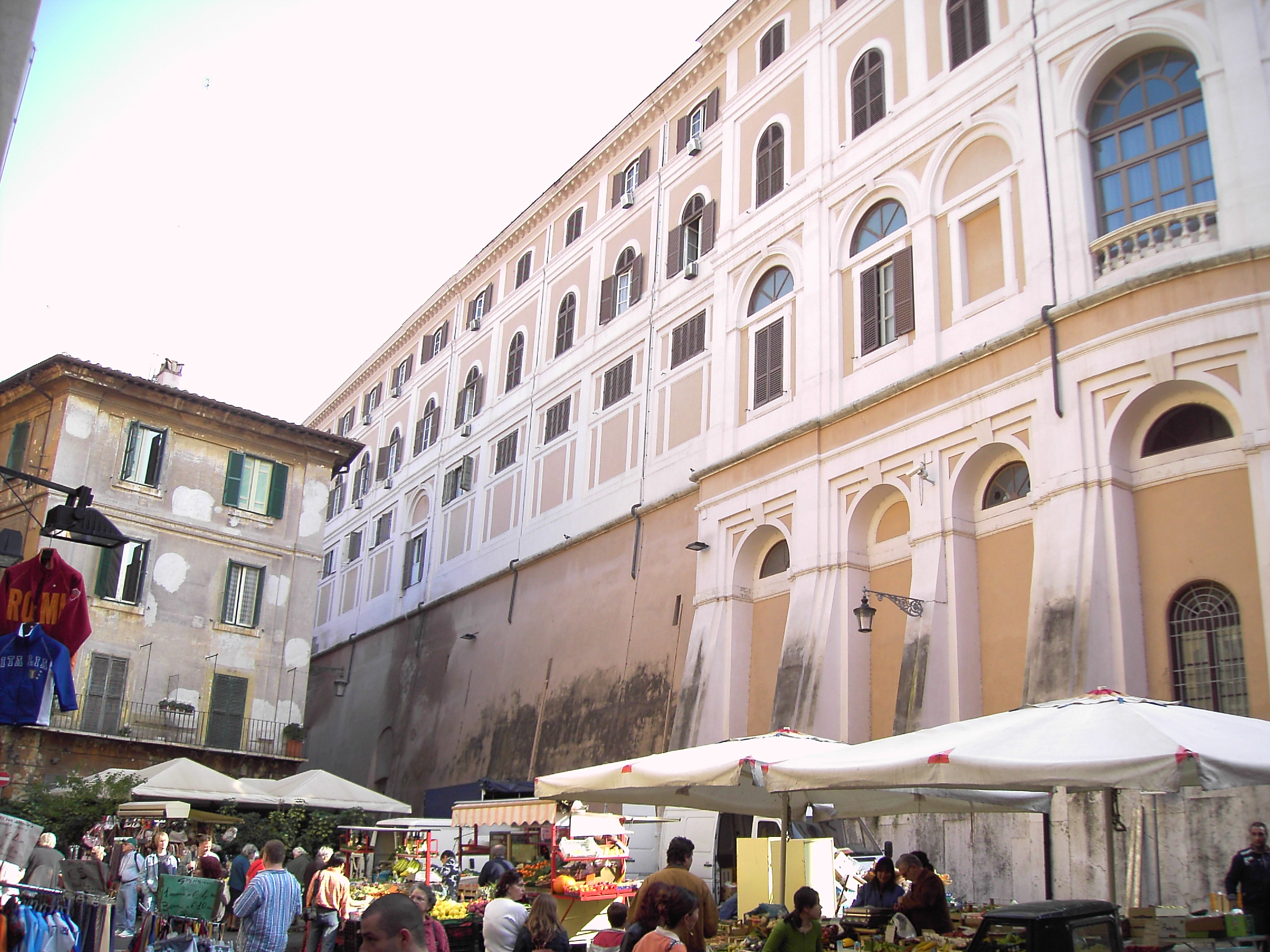
Los nuevos establos de Cipolla vistos desde la Via della Panetteria.

Parablemente tuvo lugar la construcción de las Scudierie, o establos para caballos de tiro, que había sido una de las primeras preocupaciones del monarca, gran aficionado al arte ecuestre, ya desde su primera visita al palacio en 1870. Ernesto Piazza propondría, en el siguiente año y medio varias soluciones, entre las cuales estaba la construcción de unos nuevos establos cerca de la Porta Pia, al lado de Sant'Andrea o en la via San Vitale. Tras muchos debates, el monarca y Antonio Cipolla intervinieron para plantear una solución más práctica: edificar un largo edificio en los jardines bajos del propio palacio y que se cimentaran en los amplios murallones del siglo XVII. Cipolla dirigiría las obras hasta su muerte en julio de 1874, terminándose éstas en abril de mismo año.
Entre 1874 y 1875, el arquitecto real Gennaro Petagna se encargó de realizar intervenciones de carácter práctico como mejorar las comunicaciones internas y crear nuevas escaleras. A continuación, en 1876, se emprendió la tarea de realizar un "salón de grandes banquetes" en la antigua sala de los Consistorios del primer piso, y anexo a los aposentos de los príncipes del Piamonte. La creación del más monumental espacio del Quirinal monárquico corrió a cargo del arquitecto Petagna y del decorador/pintor apuliano Ignazio Perricci. Las grandes arañas fueron traídas desde Florencia, antes de la adquisición de nuevos ejemplares en las manufacturas de Murano.

Bajo la égida de la sofisticada princesa Margherita, Perricci creó dos otros grandes espacios anexos al gran Salón de Fiestas: la Sala degli Specchi (Sala de Espejos) y la Sala degli Arazzi (Sala de los Tapices), ambas claramente inspiradas en el rococó francés y sobre todo en su declinación Segundo Imperio.

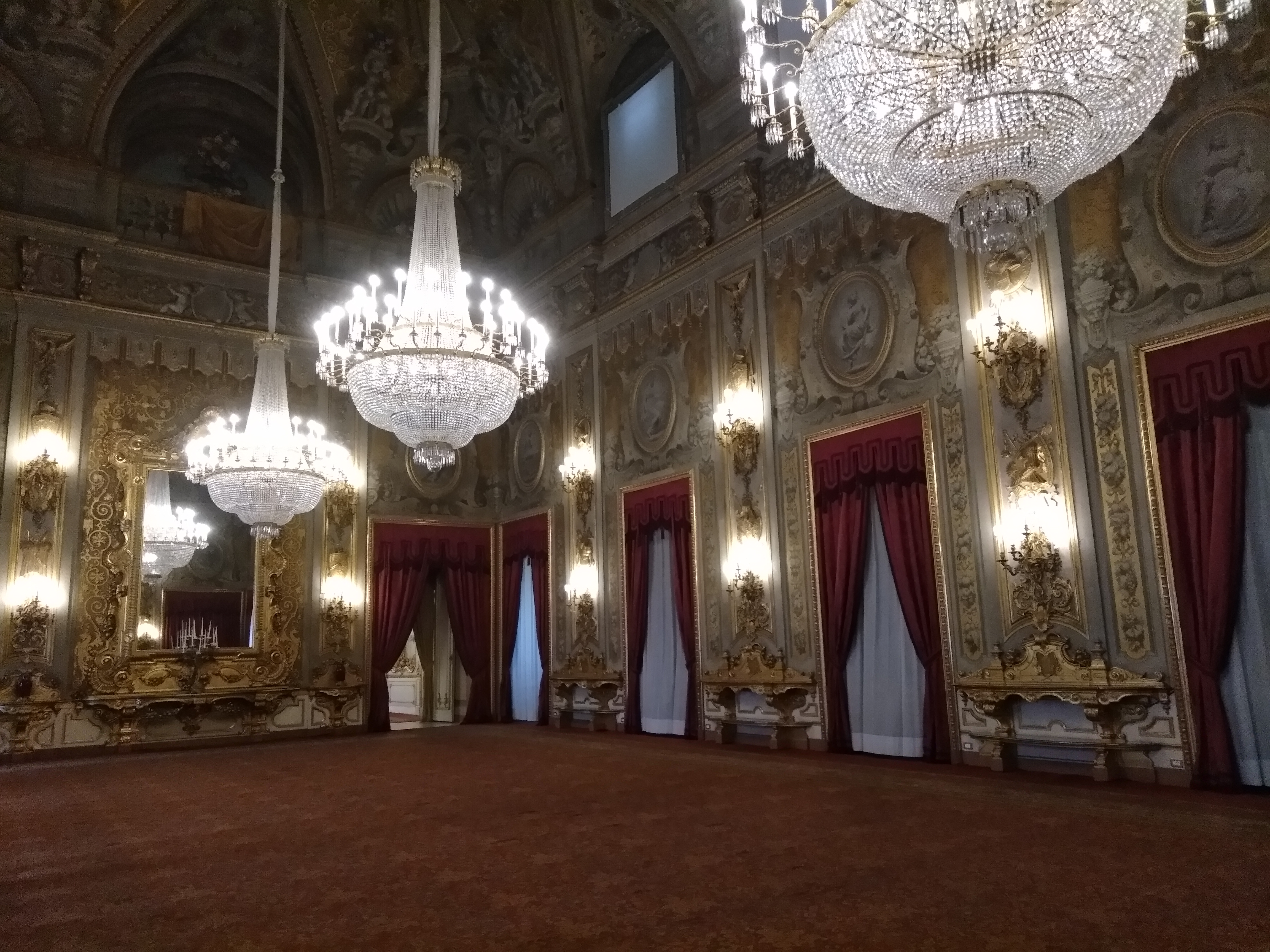
El "salón de grandes banquetes" o Salón de Fiestas.
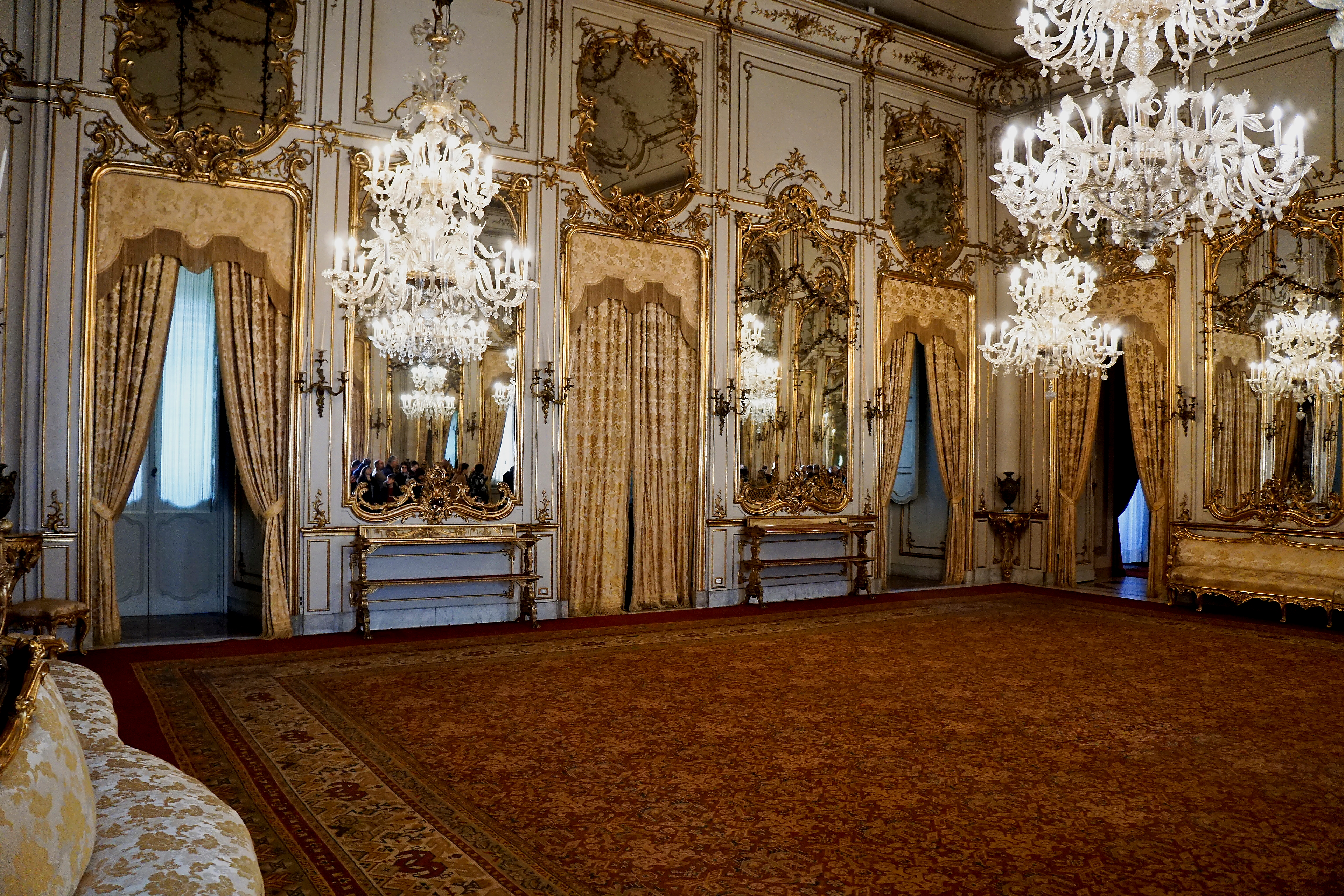
La Sala degli Specchi (Sala de Espejos).
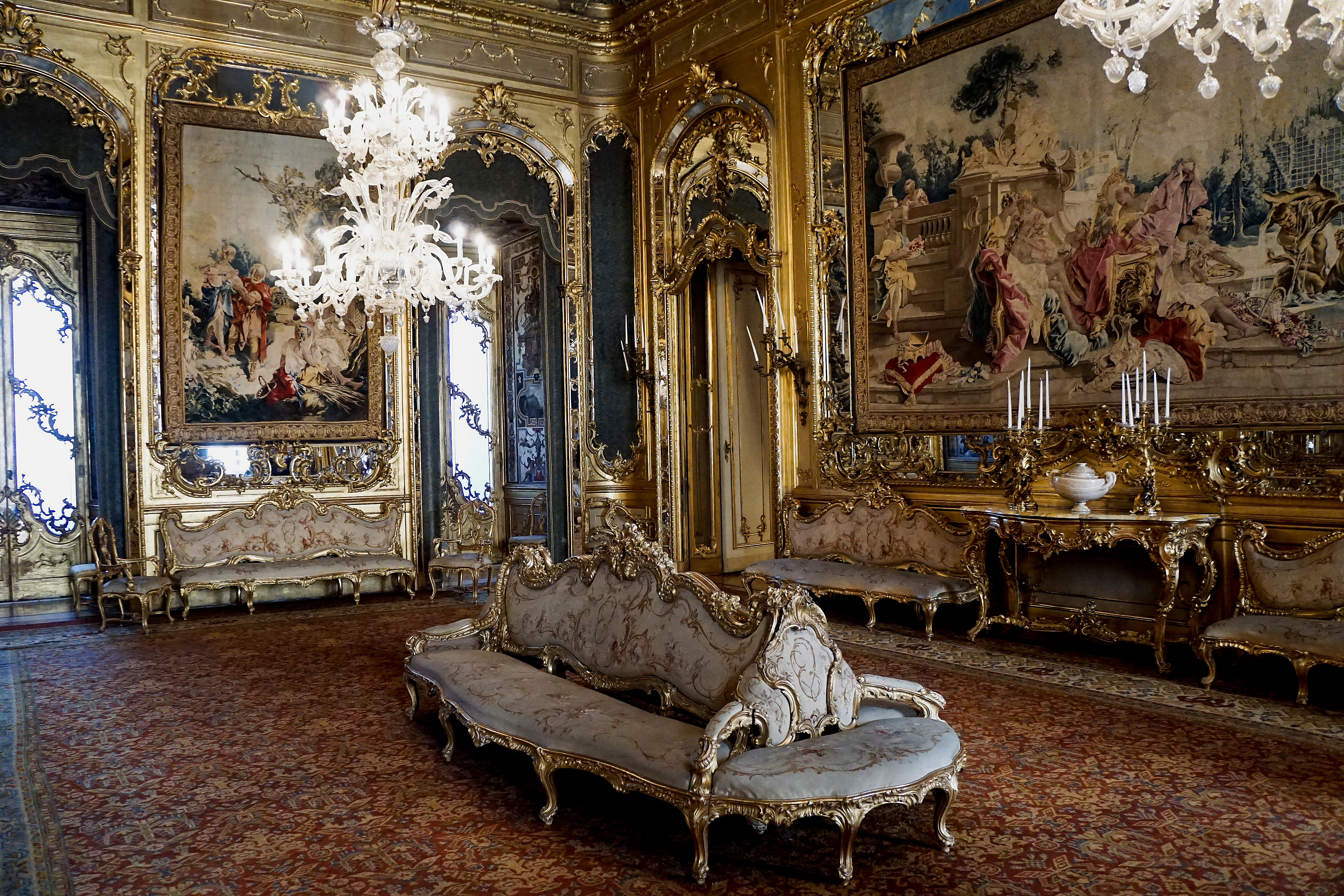
La Sala degli Arazzi (Sala de los Tapices).

El 9 de enero falleció Víctor Manuel II, primer rey de Italia, y la capilla ardiente fue instalada en el Salón de los Coraceros, antiguo salón de la Guardia Suiza en época papal.

### Umberto I y los fastos finiseculares (1878-1900)
Si bien el reinado de Umberto I (r. 1878-1900) fue el de mayores fastos y vida cortesana que experimentó el Quirinal, los primeros años fueron de una notable austeridad edilicia, solo con intervenciones puntuales como la renovación de algunas colgaduras y muebles, una nueva bañera de mármol monolítica para la reina Margarita o una sala de gimnasia para el joven príncipe de Nápoles en el torreón.

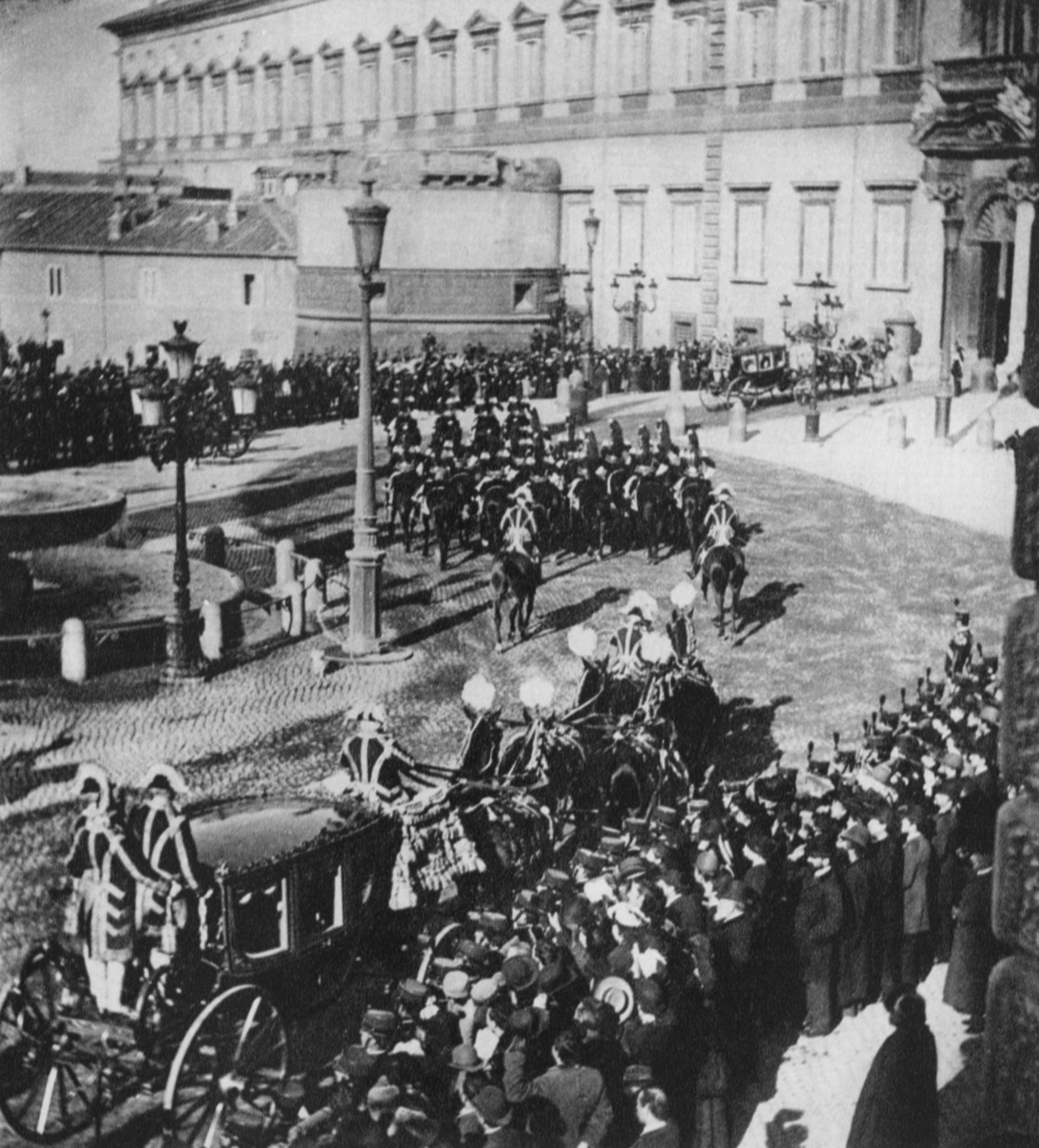
El carruaje real con Humberto I y Guillermo II llegando al Quirinal en 1893.

Las primeras intervenciones notables tuvieron lugar en 1888, cuando se adecuó un nuevo apartamento en la Manica Lunga para la visita del emperador Guillermo II. Varios y preciados muebles fueron traídos de otros palacios italianos para los llamados Appartamenti Imperiali (Aposentos Imperiales), y el convento de Santa Chiara con el iglesia de Santa María Madalena en la Via Venti Settembre fueron demolidos para crear un jardín público y mejorar la vista desde los nuevos aposentos.
Cinco años después, en 1893, para la celebración de las bodas de plata de los monarcas, tuvieron lugar ulteriores transformaciones en los Appartamenti Imperiali, ampliados para albergar a Guillermo II y también a su esposa Augusta Victoria. Para el evento, fue tal la afluencia de miembros de la casa de Saboya y de monarcas extranjeros con sus séquitos, que no fue suficiente la Manica Lunga y la Palazzina del Fuga en su extremo y se tuvo que recurrir también a alojamientos provisionales en el Palazzo della Consulta (ministerio de exteriores desde 1874) o a hoteles como el Bristol o el Royal.

### Víctor Manuel III y el alejamiento del Quirinal (1900-1946)
Víctor Manuel III (r. 1900-1946), hombre poco dado a la vida cortesana y a los fastos, prefirió habitar de forma burguesa y familiar en la Palazzina del Fuga, una especie de palacete independiente al norte del complejo. Por ello, las intervenciones fueron muy menores. En 1903, los aposentos de sus padres en la Palazzina Gregoriana del patio de honor fueron reconvertidos en los Nuovi Appartamenti Imperiali (Nuevos Aposentos Imperiales) destinados a visitantes ilustres. Con anterioridad, su madre viuda se había instalado en el monumental Palazzo Margherita de la Vía Veneto.
En 1911, se creó un canal en el jardín, para que los pequeños príncipes pudieran navegar en sus embarcaciones en miniatura, y en 1913, el Salón de los Coraceros del palacio fue transformado en una pista de tenis interior. Los aposentos de recepción solo de usaban en ocasión de las grandes festividades.
Tras la entrada de Italia en la Primera Guerra Mundial al lado de los Aliados, el Quirinal fue convertido en hospital en julio de 1915. Los aposentos de recepción se prepararon para albergar a pacientes y el palacio fue renombrado Ospedale Territoriale n. 1. Una vez terminado el conflicto, la familia real dejó de habitar el Quirinal, prefirieron la intimidad de la Villa Savoia al norte de Roma. El monarca acudía diariamente al palacio para despachar los asuntos oficiales, o para grandes celebraciones como la visita de los reyes de España en octubre de 1922, la boda del príncipe del Piamonte en enero de 1930 o la visita de Adolf Hitler en mayo de 1938.
A pesar del decreciente uso del palacio, el periodo de Entreguerras fue época de algunas intervenciones notables, además de renovaciones en el sistema eléctrico y la calefacción. En 1932, tras los pactos de Letrán que permitían a la Corte poder usar la antigua Capilla Papal del palacio, se decidió la eliminación de su "iconostasio", que se adaptaba mal a su función cortesana. Asimismo en 1938, en previsión de la visita de Hitler, tuvo lugar una profunda renovación de las cocinas, ascensores, escaleras y montacargas. Las estancias destinadas al dictador (el antiguo aposento de Humberto I en la Palazzina Gregoriana) también fueron renovadas con nuevos pavimentos de mármol y embocaduras de las puertas, además de nuevas colgaduras de seda y muebles.
En 1940 se acometió la última intervención de la monarquía en el Quirinal: la eliminación de parte de los aposentos de Humberto I, en origen el cuarto "de invierno" de los papas, para crear dos amplios salones, luego severamente criticados por los historiadores por su mediocridad. Tal reforma era consecuencia de la preocupación, ya existente desde 1929, por mejorar el "giro delle sale", es decir, la fluida comunicación circular entre todas las estancias que bordeaban el patio de honor.
Tras el armisticio con los Aliados el 3 de septiembre de 1943 y la partida del rey y del gobierno de Roma hacia Brindisi el 8 del mismo mes, el Quirinal fue clausurado. Humberto II volvió a habitar el palacio durante su breve reinado en mayo de 1946. Después del referéndum constitucional que proclamó la república, el monarca abandonó el Quirinal el 13 de junio, rumbo al exilio a Portugal. 

### Los presidentes de la República (desde 1946)
Desde 1946, el palacio hospeda las oficinas y los apartamentos del jefe del Estado, el presidente de la República Italiana.
Los dos primeros titulares del cargo, Enrico De Nicola (1946-1948) y Luigi Einaudi (1948-1955), no vivieron en el Quirinal. Giovanni Gronchi (1955-1962) fue el primer presidente que vivió en el palacio, seguido por Antonio Segni (1962-1964), Giuseppe Saragat (1964-1971) y Giovanni Leone (1971-1978), todos ellos con sus respectivas familias. Alessandro Pertini (1978-1985) y Francesco Cossiga (1985-1992) utilizaron el Quirinal como oficina pero no habitaron allí nunca. Oscar Luigi Scalfaro (1992-1999) fue a vivir allí a mitad de su mandato. Sus tres sucesores, Carlo Azeglio Ciampi (1999-2006), Giorgio Napolitano (2006-2015) y Sergio Mattarella (2015-) lo han habitado también.

## Colecciones
El palacio del Quirinal custodia diversas colecciones artísticas que incluyen 261 tapices de valor inestimable, que documentan las actividades de las principales fábricas y centros de producción desde el siglo XVI hasta el siglo XIX; la porcelana, en el que las partes occidentales equivalen a alrededor de 38.000, que puede considerarse en nivel no inferior a la de las principales colecciones del mundo; 105 carruajes; 205 relojes diferentes; pinturas; estatuas; y muebles, muchos de los cuales han llegado hasta allí desde otras casas italianas, especialmente de las cortes preunificación, como en el caso de los muebles pertenecientes al Palacio Ducal de Colorno; además de los frescos y pinturas, que suman alrededor de 56.000 objetos de arte, incluyendo 20.000 piezas de platería. También hay una increíble colección de lámparas de cristal de Murano, realizadas en los últimos años del siglo XVIII por fábricas de vidriería históricas, incluyendo Pauly & C Compagnia Venezia Murano, que diseñó y construyó una araña en estilo "Rezzonico" de una altura récord de 6 metros, con un diámetro de aproximadamente 4 metros y 320 luces. Desde 1946 toda la vajilla y cubiertos de plata son de diseño de la reconocida empresa italiana Cesa 1882, conformando una colección única.

## Dependencias

### Caballerizas
Las Caballerizas del Quirinal se encuentran sobre la plaza del mismo nombre. Fueron construidas entre 1722 y 1732 sobre un terreno de los Colonna perteneciente a la Villa anexa al Palazzo. El edificio mantuvo su función original hasta 1938, cuando comienza a ser utilizado como garaje. Entre 1997 y 1999 fue completamente restaurado por Gae Aulenti y destinado a espacio de exposiciones.

### Cuartel de los coraceros
Debajo de la cual se ha encontrado un complejo de la Roma antigua.

### Archivo histórico
Instituido bajo la presidencia de Scalfaro en 1996, desde 2009 está hospedado en el Palazzo Sant'Andrea.